# Lesley Pattinama Kerkhove
Lesley Kerkhove (født 4. november 1991 i Spijkenisse, Holland) er en professionel kvindelig tennisspiller fra Holland.